# 7271 Дорогунцов
7271 Дорогунцов  (7271 Doroguntsov) — астероїд головного поясу, відкритий 22 вересня 1979 року.
Тіссеранів параметр щодо Юпітера — 3,160.